# Carlos Manuel de Saboya-Nemours
Carlos Manuel de Saboya-Nemours (12 de febrero de 1567-Annecy, 13 de agosto de 1595), noble francés, fue duque de Nemours y de Ginebra de 1585 hasta 1595.

## Primeros años de vida
Era el hijo mayor del duque Jacobo de Saboya-Nemours y de Ana de Este, hija de Renata de Francia (hija del rey Luis XII de Francia y de la duquesa Ana de Bretaña) y de Hércules II, duque de Ferrara (hijo de Alfonso I y de Lucrecia Borgia).

## Intrigas como duque
Carlos Manuel fue duque durante un período turbulento y, por consiguiente, participó en varias contiendas, a menudo en apoyo de la Casa de Guisa, liderada por su medio hermano, el duque Enrique I. El duque de Guisa fue uno de los líderes de la Santa Liga de París, se opuso a los hugonotes. Después de la ejecución sumaria del duque de Guisa y su hermano, el cardenal Luis II, en diciembre de 1588 por los hombres del rey Enrique III, Carlos Manuel fue encarcelado por los hugonotes, pero logró escapar.
De hecho, luchó durante varios años contra los ejércitos hugonotes, liderados por el rey Enrique III de Navarra, participó en la batalla de Arques en 1589. Ese mismo año fue gobernador de París, mientras que los protestantes, encabezados por Enrique IV (Enrique III de Navarra) sitiaban la ciudad.
El rey de Navarra levantó el asedio, y Carlos Manuel luchó contra él en la batalla de Ivry, que fue una derrota para la Liga.

## Derrota y muerte
Después de la batalla, se quedó con Mayenne, su medio hermano y aliado desde hace mucho tiempo, que abogó por la paz con Enrique IV. Se retiró para gobernar el Lyonnais, donde trató de hacer independiente de la Corona. Fue hecho prisionero en el castillo de Pierre-Encise por el arzobispo de Lyon en 1593 tras tomar y saquear Saint-Paulien. Logró escapar una vez más y trató de salir de Lyon. La intervención del condestable Enrique I de Montmorency frustró sus planes.
Carlos Manuel no estaba casado y murió sin hijos. Su hermano, Enrique, le sucedió.